# ديفيد هوارد موردوك
ديفيد هوارد موردوك (بالإنجليزية: David H. Murdock) هو رائد أعمال أمريكي، ولد في 10 أبريل 1923 في أوهايو في الولايات المتحدة.

## وصلات خارجية
- ديفيد هوارد موردوك على موقع إن إن دي بي (الإنجليزية)